# Deux Dames vénitiennes
Deux Dames vénitiennes (en italien, Due dame veneziane) est une peinture à l'huile de Vittore Carpaccio, artiste italien de la Renaissance. Elle est conservée au Museo Correr de Venise.

## Description
La peinture, que l'on croyait constituer un quart de l'œuvre originale, a été exécutée autour de 1490 et montre deux dames vénitiennes inconnues. La partie supérieure du panneau, appelée Chasse sur la lagune, se trouve au Getty Museum, et un autre panneau correspondant est manquant. La peinture était auparavant considérée comme représentant deux courtisanes. Les historiens de l'art moderne pensent qu'elles sont plus probablement membres de la famille patricienne Torella, comme le suggèrent leurs beaux vêtements et leurs colliers de perles, mais le débat se poursuit, comme pour d'autres tableaux vénitiens similaires. Plusieurs objets - le foulard blanc, les perles et les animaux (colombes, oiseaux de Vénus) sont des symboles de chasteté. On peut remarquer les chopines, ou chaussures compensées, sur la gauche.
Cet autre panneau peint, maintenant au musée Getty, a été révélé en 1944, comme provenant de la même œuvre, soit sa partie supérieure : il représente plusieurs nefs dans une lagune, et permettrait d'expliquer la signification de la scène, deux femmes qui attendent leur mari de retour après une expédition de chasse ou de pêche avec des cormorans, dans la lagune de Venise. Cette découverte a été vérifiée par une analyse technique approfondie, en comparant les deux panneaux fragmentaires. Un autre groupe de la même taille que ces deux aurait existé sur la gauche. Sans doute les deux éléments étaient-ils articulés entre eux formant un diptyque ou un polyptyque sur les portes pliantes d'un meuble ou d'un studiolo, ou encore sur les volets intérieurs d'une porte-fenêtre ouvrant sur la terrasse d'un palais vénitien.

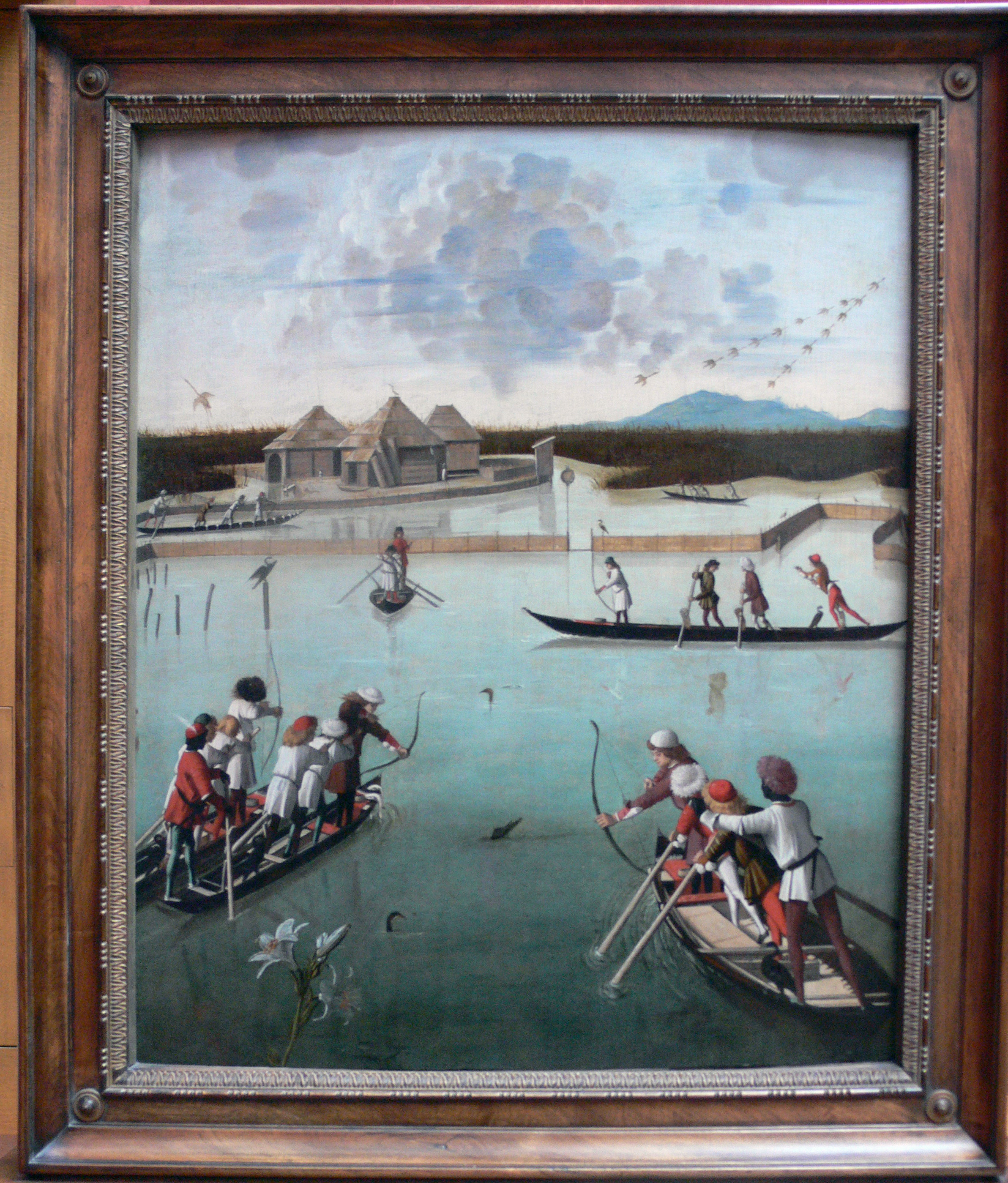
Chasse sur la lagune.